# Parvipsitta
Genre
Synonymes
- genre Glossopsitta Bonaparte, 1854[2]
- Glossopsittacus Reichenow, 1881[2]
- Parvipsitta Mathews, 1916[2]
- Centrourus G.R. Gray, 1840[2]

Parvipsitta est un genre d'oiseaux de la famille des Psittaculidés (loris), originaire d'Australie.

## Liste des espèces
Selon la classification de référence du Congrès ornithologique international (version 6.4, 2016) :
- Parvipsitta pusilla — Lori à masque rouge (Shaw, 1790)
- Parvipsitta porphyrocephala — Lori à couronne pourpre (Dietrichsen, 1837)